# Quartiere a luci rosse

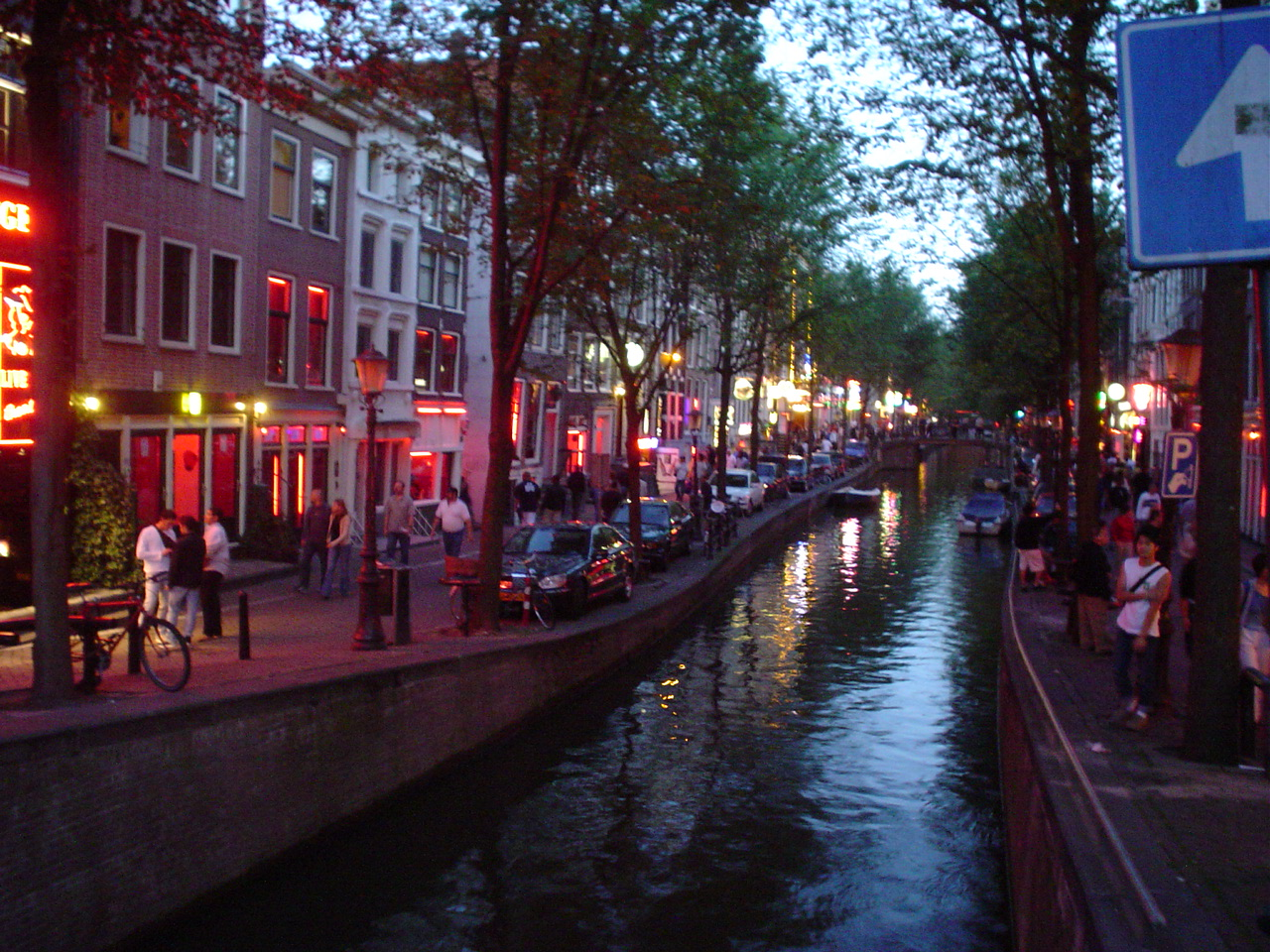
De Wallen, il quartiere a luci rosse di Amsterdam.

Un quartiere a luci rosse è una determinata zona di una città, in cui la prostituzione è parte comune della vita quotidiana. Il termine venne registrato per la prima volta negli Stati Uniti d'America e deriva dalla pratica di collocare una luce rossa alla finestra per indicare ai clienti la natura del posto e del commercio che vi si fa.

## Etimologia
Ci sono diverse spiegazioni del perché le luci rosse acquisirono questo particolare significato. Secondo una teoria, ci si rifarebbe alla storia biblica di Raab, una prostituta di Gerico che aiutò le spie di Giosuè e identificò la sua casa con una corda scarlatta.
Altri sostengono che derivi dalle lanterne rosse usate dai lavoratori delle ferrovie, che venivano lasciate fuori dai bordelli quando gli operai vi entravano. Un'altra storia vuole che le prostitute che lavoravano ad Amsterdam cercassero di adescare i pescatori con le loro luci, e poiché le luci bianche si mischiavano troppo con le altre, usarono della stoffa rossa per dare alle loro luci un altro colore.
Uno dei molti termini usati per indicare i quartieri a luci rosse in giapponese è akasen (赤線), che significa letteralmente "linea-rossa", apparentemente di origini indipendenti rispetto al termine inglese. In culture differenti i quartieri a luci rosse vengono identificati in modi diversi, il più comune dei quali è "quartiere delle prostitute" (ad esempio, in hindi Randi Guli, ovvero "strada delle prostitute"; in bengalese Khanki Para, ovvero "isolato delle prostitute").